# Esquirol nan d'Alston
L'esquirol nan d'Alston (Prosciurillus alstoni) és una espècie de rosegador de la família dels esciúrids i el gènere Prosciurillus, que viu a l'illa de Sulawesi (Indonesia).

## Descripció
Igual que les altres espècies de Prosciurillus, l'esquirol nan d'Alston és una espècie d'esquirol petit endèmic de Sulawesi. Té una llargada corporal de 15,7-19,5 cm i una cua de 13,5-18 cm. Pesa 135-210 grams. L'esquena és de color marró fosc amb taques de color groc sorrenc, taronja o negre. El color del ventre va del vermell fosc fins al marró-vermell. Molts tenen pèls blancs a la part superior de les orelles. La cua té franges que alternen entre negre i marró sorrenc.